# Blood Frontier
Blood Frontier 是开源跨平台Quake类FPS，Microsoft Windows、Linux、Mac OS X都可以玩到。Sauerbraten引擎驱动同于Sauerbraten -也是一个即时地图编辑器。有着覆盖面较广的单兵武器种类。

## 游戏方式
死亡竞赛，夺旗， 护旗和修改等四种模式，还有一击杀甚至彩弹球游戏。而且都可以开启团队支持，支持4只队伍。可以在任何类型游戏中添加bot。

## 其他
- Sauerbraten